# ケイズプロジェクト (企業)
株式会社ケイズプロジェクト（英：K’sPROJECT）は、大阪府大阪市中央区に本社を置く、テレビ・雑誌・カタログ等の広告企画、制作を行う広告制作プロダクション。

## 会社概要
広告制作の傍らインディアンジュエリー「ホワイトバッファロー」の企画生産販売をおこなう。2007年頃からは自社著作の番組を東京メトロポリタンテレビジョン(東京MX)等で制作している。2016年から千葉県鴨川市にてサーフィン国際大会WSLQS3000をWorld Surf League Japan（ワールド サーフ リーグアジア）と共同開催。同年より女子サーファー6名及び男子サーファー1名のサポート及びマネージメントを開始している。

### 支社
- 東京オフィス 〒 107-0062 東京都港区南青山 5-4-30 ヴィラソレイユ A棟

## 主要取引先
- ミズノ
- 株式会社宝塚クリエイティブアーツ
- セロリー株式会社
- 上田安子服飾服飾専門学校
- ベルエポック専門学校（滋慶学園）
- ベルメゾン（株式会社千趣会）
- テレビ東京
- テレビ朝日
- 電通
- スターダストプロモーション
- 日本プロテニス協会

## 著作制作番組
- 読モカフェTV（2011年4月 - 東京MX）（エグゼクティブプロデューサー小辻富明）
- アイドル図鑑（2011年7月 - 東京MX）（チーフプロデューサー小辻富明）
- LA CONFIDENTIAL（2011年12月 - 東京MX）（チーフプロデューサー小辻富明）
- テリー伊藤のライブやろうぜ！（2013年4月 -スペースシャワーTV）（チーフプロデューサー木村有紀）
- MILKY BUNNY2700（2013年10月 - 東京MX）（チーフプロデューサー木村有紀）
- 笑い飯の女子脳研究所（2014年1月 - テレビ大阪）（プロデューサー小辻富明）
- 戦闘未来少女19-20（2015年1月 - 3月 東京MX）（チーフプロデューサー小辻富明）
- Catch the Wave（2016年11月,2017年11月 -）（チーフプロデューサー吉田信之）
- KEYTALKのアクトーク（2018年放送予定）（チーフプロデューサー木村有紀）

## 所属プロサーファー
- 松田詩野（2017年WSLアジアジュニアチャンピオン）
  - Instagram
- 和井田理央（2017年WSLアジアチャンピオン）
  - Instagram
- 田代凪沙（2014,2015年JPSAグランドチャンピオン）
  - Instagram
- 須田那月
  - Instagram
- 宮坂桃子
  - Instagram
- 宮坂莉乙子
  - Instagram
- 宮坂麻衣子
  - Instagram